# Шведская Африканская компания

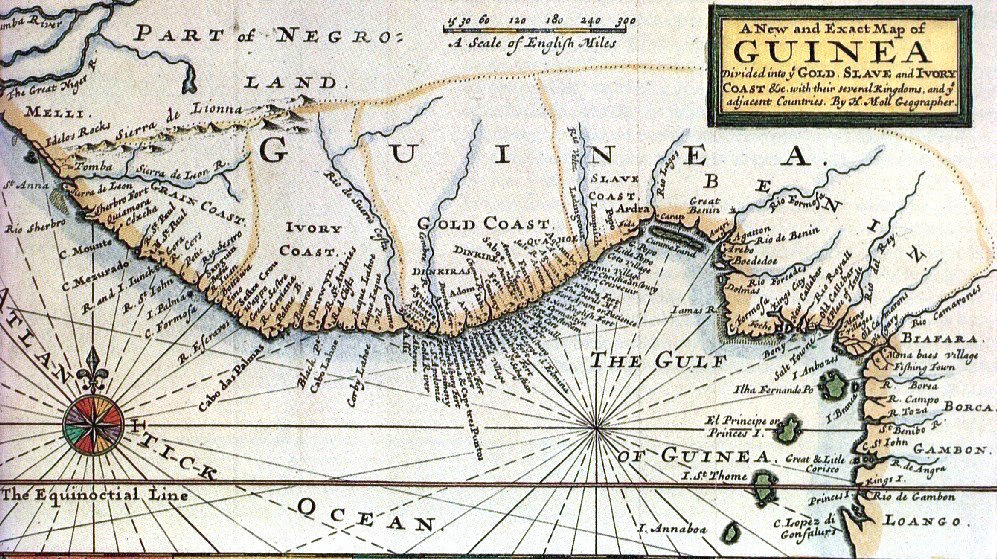
Золотой Берег

Шведская Африканская компания (швед. Svenska Afrikanska Kompaniet) или Гвинейская компания (швед. Guineakompaniet) — шведская торговая компания, основанная в 1649 году для торговли с Африкой.

## История
Инициатором создания компании был голландский промышленник Луи де Геер (1587—1652), который 15 декабря 1649 года получил от шведской королевы Кристины привилегию на монопольную торговлю с землями в Африке, Азии и Америке, лежащими к югу от Канарских островов.
В апреле 1650 года на Золотом Берегу возле Кабо-Корсо первый управляющий компании Хенрик Карлофф (Карлоффер) купил у местного короля Феты (Футу) землю и заложил на ней форт, получивший название Карлсборг. Им также был заложен ряд других укреплений и факторий.
Однако вскоре у компании возникли первые трудности, обусловленные нежеланием англичан терпеть торговую конкуренцию. В 1650—1653 годах ими были захвачены семь судов компании. Эти захваты англичане обосновывали тем, что участниками компании были голландцы, с которыми Англия в то время вела войну, а также тем, что Гвинейский берег принадлежал Англии.
По договору 1653 года англичане вернули корабли и грузы, однако закладка Карлсборга и приобретение новых судов привело к тому, что компания не могла выплачивать дивиденды. Поскольку для продолжения торговли был необходим дополнительный капитал, в 1654 году была организована новая подписка на акции.
В 1656 году Карлоффер был уволен с поста управляющего компанией, очевидно, за то, что в нарушение монополии компании вёл торговлю за свой счёт. Его место занял Юхан Филипп фон Крусеншерна. Чтобы отомстить компании, Карлоффер в декабре 1657 года тайно поднялся на датское восемнадцатипушечное судно «Глюкстадт» и в январе 1658 года прибыл в шведскую факторию Геморее.
27 января ему с помощью рабов компании удалось неожиданно захватить Карлсборг, в гарнизоне которого имелось лишь 16 годных к службе солдат. Над фортом был поднят датский флаг. Крусеншерна оказался в плену. Были также захвачены фактории Таккорари, Аннамабо, Геморее и Аккара.
Карлоффер поставил во главе колонии некого Шмидта, сам же отплыл в Данию, куда прибыл в июне 1658 года. После того как шведское правительство подало датскому протест, Карлоффер бежал. Датчане отказались выплатить возмещение за понесённые потери, что послужило одним из поводов к тому, что в августе 1658 года Карл X возобновил войну с Данией.
Переговоры о Кабо-Корсо продолжались даже во время войны. Согласно Копенгагенскому мирному договору, заключённому в мае 1660 года, датчане должны были вернуть колонию Швеции, при этом шведы отказались от требования денежной компенсации. Однако в марте 1659 года Шмидт за сумму в несколько тысяч флоринов передал африканские владения Швеции голландской Вест-Индской компании.
Спустя полтора месяца форт и фактории были захвачены туземцами, которые предложили шведской компании вновь вступить в их владение.
В декабре 1660 года посланная из Швеции экспедиция восстановила свою власть над колонией. Однако 31 марта 1662 года голландцы блокировали Карлсборг и начали обстрел форта, который пал лишь 22 апреля 1663 года.
Утрата колонии разорила Африканскую компанию. В 1667 году Голландия согласилась выплатить 140 тысяч риксдалеров, в обмен на что шведы отказывались от всех своих владений на Золотом Берегу, а также от права ведения там торговли.
Выплаченную сумму шведское правительство «позаимствовало». В 1670 году пайщики компании получили от него 80 тысяч риксдалеров и заверение о возврате остальной части в будущем. Возврат ещё 40 тысяч риксдалеров банко был произведён лишь в декабре 1716 года. После этого название Африканской компании окончательно исчезает.